# Eurytium limosum
Eurytium limosum is een krabbensoort uit de familie van de Panopeidae. De wetenschappelijke naam van de soort is voor het eerst geldig gepubliceerd in 1818 door Say.